# كارل بلير
كارل بلير (بالإنجليزية: Carl Blair)‏ هو رسام أمريكي، ولد في 28 نوفمبر 1932، وتوفي في 22 يناير 2018.